# Église méthodiste unie Côte d'Ivoire
L'Église méthodiste unie Côte d'Ivoire est une confession méthodiste en Côte d'Ivoire fondée en 1914 par les missions anglaises basées en Gold Coast. Elle est dirigée par le Bishop Benjamin Boni.

## Historique

### Initiatives africaines

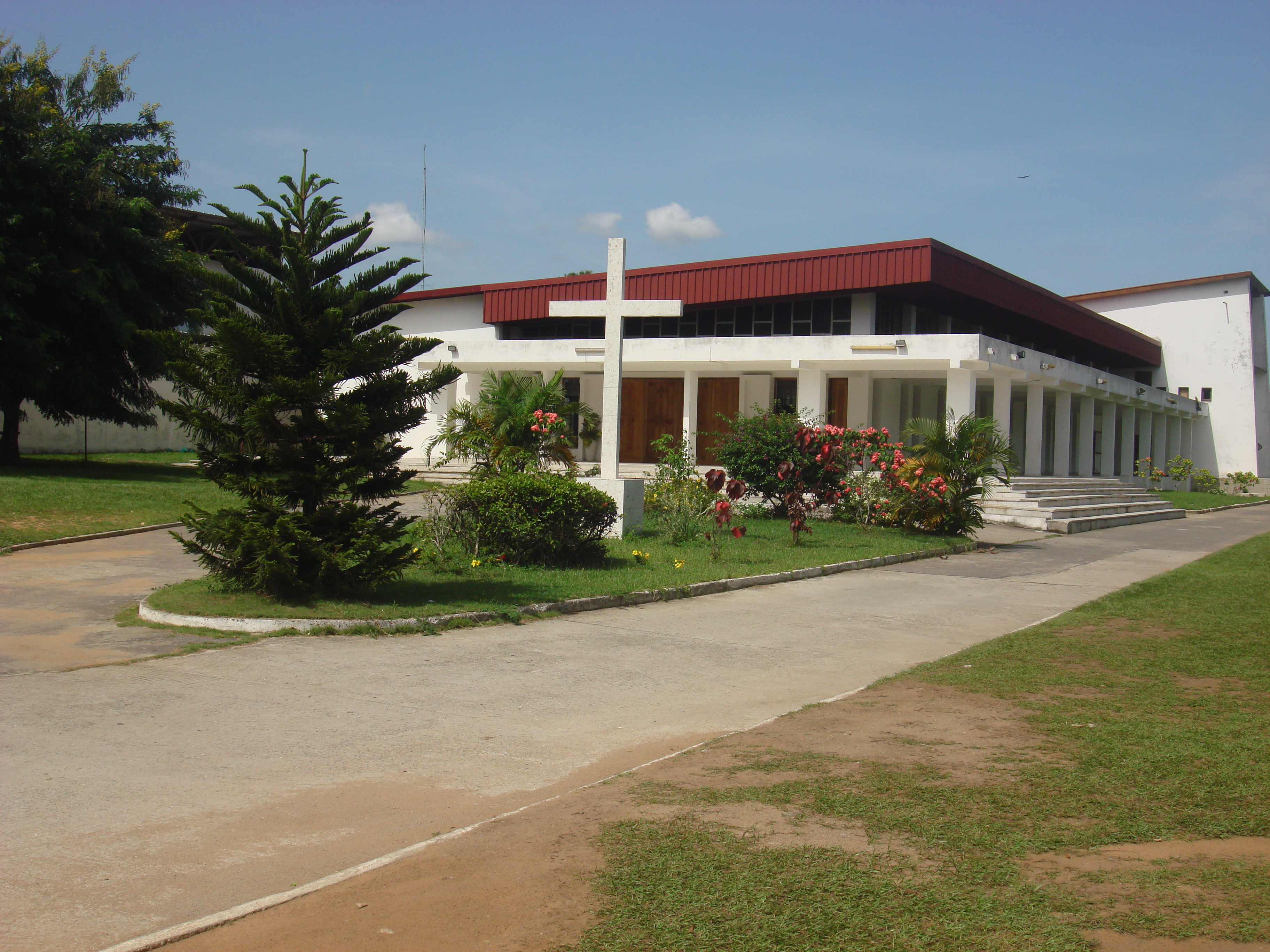
EgliseMethodiste Cocody

Dominées par les religions négro-africaines avant la colonisation européenne qui démarre en Afrique à partir du XVe siècle, le territoire ivoirien ne sera véritablement en contact avec l'œuvre de christianisation qu'à partir du XIXe siècle, lorsque les Anglais s'en rapprochent et que les Français s'y installent. Cependant, l'avènement du méthodisme sur le territoire ivoirien n'est, de prime abord, pas l'œuvre d'européens. Ce sont des ghanéens d'ethnie fantis et Nzima qui installent, vers la fin du XIXe siècle, les premiers lieux de cultes méthodistes plus ou moins précaires dans des villages ivoiriens frontaliers de la Gold Coast. Puis, des lieux de cultes plus stables sont signalés à Allongouanou (en 1872) et à Biléoulékro près d'Aboisso. Ces espaces sont fréquentés en majeure partie par des immigrés africains méthodistes originaires des colonies anglaises de la Gold Coast (actuel Ghana), du Liberia, de la Sierra Leone qui, par la suite, étendent l'implantation de leurs communautés religieuses à Assinie, Grand-Bassam et Grand-Lahou vers 1890. Le premier temple méthodiste est inauguré en 1895 par le chairman DICKSON de la Gold Coast.
Ce qui n'était encore qu'une mission en Côte d'Ivoire de l'Église protestante méthodiste de la Gold Coast, est érigé en 1914 en circuit rattaché au District de Gold Coast. Presque au même moment, en 1914 - 1915, la zone côtière du pays est balayée par le succès d'une campagne d'évangélisation menée par William Wade Harris, un prédicateur laïc de l'église épiscopale du Liberia. Toutefois cette campagne d'évangélisation n'aboutit pas à la création d'églises protestantes, mais plutôt à la naissance du harrisme, une religion africaine, messianique et prophétique, qui regroupe encore au XXIe siècle, environ 120 000 fidèles principalement en Afrique de l'Ouest, et notamment au Liberia, au Ghana et en Côte d'Ivoire.

### Un champ de mission Britannique
Le Révérend John Platt, missionnaire anglais, en provenance du Dahomey-Togo où était installée la Société des missions méthodistes de Londres depuis 1842, arrive en Côte d'Ivoire en 1924. La colonie de Côte d'Ivoire est érigée en champ de mission outre-mer et vers 1930, le circuit de Côte d'Ivoire est rattaché au district de l'Afrique-Occidentale française (AOF) qui comprend également le Dahomey-Togo. En 1942, le Révérend Martin Mel devient le premier pasteur méthodiste ivoirien. Cinq années plus tard, le siège du district de l'AOF est établi à Abidjan. L'évolution numérique des méthodistes ivoiriens amène en 1958 à ériger la Côte d'Ivoire en district rattaché directement à la Conférence méthodiste Britannique. Puis, en 1963, l'autonomie interne du district lui est accordée, ce qui lui permet d'élire son premier Chairman, le Révérend Samson Nandjui installé avec faste l'année suivante à l'occasion du cinquantenaire de la mission méthodiste en Côte d'Ivoire.

### Intégration à l’Église méthodiste unie
Le 9 février 1985, l'Église protestante méthodiste de Côte d'Ivoire prend son autonomie institutionnelle vis-à-vis de la Conférence méthodiste Britannique. Le Révérend Emmanuel Yando est désigné Président de la Conférence. Le Révérend Benjamin Boni est Président de la Conférence depuis 1998 lorsque l'Église protestante méthodiste de Côte d'Ivoire demande, son admission au sein de l'Église méthodiste unie. Elle y est intégrée le 21 octobre 2002, reçoit le statut d'une mission le 5 octobre 2003 et son premier responsable celui de surintendant. La Conférence générale, l'organe suprême de la dénomination, accorde en 2004, une pleine adhésion à l'Église de Côte d'Ivoire. Celle-ci devient un membre à part entière le 7 mai 2005 sous l'appellation « Église méthodiste unie - Côte d'Ivoire », en abrégé EMU-CI.
En 2017, elle regrouperait entre 800 000 et 853 églises locales.

### Départ de l’Église méthodiste unie
En mai 2024, elle quitte l'Église méthodiste unie qui a autorisé le mariage entre personne de même sexe .

## Organisation

### La Conférence
L'Église méthodiste unie-Côte d'Ivoire assure une gouvernance locale dont l'organe suprême de décision est la Conférence. Ce sont des assises triennales constituées de manière paritaire par des pasteurs et des laïcs. Entre deux conférences, une commission permanente siège tous les six mois pour traiter les questions pendantes. Diverses autres commissions de travail et de réflexion agissent aussi dans les domaines spirituels, économiques et sociaux de l'Église. Un Conseil d'administration également constitué de manière paritaire (pasteurs et laïcs) est l'organe d'exécution de la Conférence.
Le Président de la conférence,est assisté d'un Secrétaire général. Depuis l'entrée de l'église protestante méthodiste au méthodiste unie, la charge de bishop est à vie, mais le mandat du président de la conférence est limité.

### Départements et districts
L'église de Côte d'Ivoire est structurée en cinq départements correspondants à certains de ses axes prioritaires d'action : les Départements de l'évangélisation, de la formation et de l'animation, de la Communication, de la Diaconie et des œuvres, du Développement et du patrimoine. À ceux-ci s'ajoutent une Institution pour la formation et l'éducation ainsi qu'une Fondation pour la santé.
Ses démembrements territoriaux sont des districts, eux-mêmes subdivisés en circuits constitués par des églises locales. L'Église méthodiste unie-Côte d'Ivoire comprend vingt-cinq districts : les districts de Grand-Bassam,  Dabou, Bouaké,  Daloa, Yopougon ;Abidjan nord  ;Abidjan Sud ; Abobo ;Yamoussoukro ; Jacqueville ; Abengourou ; Korhogo ;Man ; Agboville ;  Adzopé ; Grand - Lahou ; Divo ; Lakota ; Gagnoa ; San-Pédro ; Sikensi ; Songon ; Bongouanou ; Anyama ; Aboisso . Le district de yopougon  est dirigé par le Très Rev. Esaïe M'yè, celui d'Abobo par le Très Rev. Gabriel Bassé, celui d'Abidjan-Nord par le Très Rev. Michel Lobo et celui d'Abidjan-Sud par le Très Rev. Philippe Adjobi . Au sein des districts se trouvent plusieurs circuits dirigés par des pasteurs aidés dans leurs tâches par des catéchistes et des  prédicateurs.